# 向井參之充
向井 參之充（むかい さんのじゅう、1898年（明治31年） - 1963年（昭和38年））は、日本の化学者。熊本大学名誉教授。
学位は工学博士。専門は応用化学。

## 生涯
本籍地は佐賀県。第八高等学校 (旧制)、九州帝国大学工学部を卒業ののち、九州帝国大学工学部助教授。京城帝国大学教授を経て、戦後は熊本大学教授。

## 脚註
1. ↑  向井 参之充 (1898-1963)
2. ↑  Web NDL Authorities
3. ↑  向井参之充『重晶石よりバリウム化合物製造に関する研究』 九州帝国大学〈工学博士 ［報告番号不明］〉、1936年。hdl:2324/445028。NAID 500000487773。
4. ↑  永島広紀「帝国の外地出身「科学者」たち : 京城帝国大学《理工学部》設立のあとさき」『広島大学文書館紀要』第22巻、広島大学文書館、2021年3月、2-37頁、doi:10.15027/50821、ISSN 1880-263X、NAID 120007033541。